# As Built
As Built é uma expressão inglesa, a qual pode ser traduzida para a lingua portuguesa por “como construído”, assim como utilizado na norma técnica NBR 14645. Embora os dois termos sejam usados na linguagem corrente entre os profissionais, o termo em inglês é dominante na documentação escrita e nos textos de referência dos editais.

## O que é
Toda obra de engenharia parte sempre de um projeto executivo inicial concebido a partir dos estudos do local e técnicas a serem utilizadas. Porém durante a execução da obras muitos detalhes são acrescentados que afetam o projeto inicial portanto precisam ser redefinidos alguns procedimentos e usos de materiais e até mesmo reprojeto de algumas partes da obra. Um registro completo destas alterações ou incrementos são necessários para que no futuro as manutenções possam ser realizadas sem que se comprometa a qualidade da estrutura de outras áreas ou de áreas congruentes; por exemplo condutores de elétrica passando abaixo de canos de água.

## Para que serve
Fazer um “as built” do edifício. Esse termo também é muito utilizado na área de Engenharia de Construção Civil e Arquitetura, principalmente em construções mais antigas, principalmente quando os prazos legais de responsabilidade sobre as obras venceu, casos constantes em condomínios residenciais em que os proprietários fizeram mudanças não documentadas. Apos alguns anos e de centenas de "obras individuais" é bastante comum aparecerem os resultados indesejáveis de tantas alterações que interferem radicalmente no projeto original e inclusive riscos sérios para a integridade total da estrutura. Muitos são os casos conhecidos por desabamentos de estruturas, prédio, que poderiam ter sido evitados com a prática de elaboração e análise do "as Built" a cada passo da obra.
As duas expressões As Built, que traduzido seria “Como Construído” indica além do processo em andamento, também  a revisão final, e que o desenho da edificação está finalizado de acordo com o projeto e suas modificações. A partir do "as Built" o desenho-projeto não deve mais sofrer modificações.  Caso alguma implementação seja feita no futuro, essas alterações devem ser referenciadas em novas folhas, como se fosse uma nova versão. Essa versão final é a que deve ser averbada nos órgãos de registro com as devidas notas de responsabilidade técnica ART.

## Normas técnicas
No Brasil  uma norma para elaboração desse procedimento As Built é encontrada na NBR 14645-1, elaboração de “como construído” ou “As Built” para edificações, que está direcionado principalmente para as áreas de Engenharia e construções - Arquitetura, mas os conceitos básicos se aplicam a muitas outras áreas com as devida adaptações da norma.

## Como é feito[1][2]
Durante a execução do projeto deve ser feito um levantamento de todas as medidas existentes nas edificações, e lançar todas as informações métricas e observações em um desenho técnico que irá representar a atual situação de dados e trajetos de instalações elétricas, hidráulicas, estrutural, etc. Embora a atenção maior seja sempre dada ao "as Built" final é necessário que todas as revisões dele estejam presentes para que o histórico geral da execução se traduza numa compreensão clara do porquê da mudanças aplicadas, evitando assim a reversão de aplicações que podem ser causas de erros futuros.
É muito importante que todas as alterações sejam documentadas e arquivadas junto para que o histórico possa ser rastreado em caso de projetos futuros. Todo projeto de construção civil é composto de diversos desenhos que, ao final são guardados em pastas que formam os registros e a radiografia daquela obra e isso só é possível quando todos os documentos receberam a revisão As Built. Isso se aplica aos desenhos e toda a lista de materiais e fornecedores de uma obra.
Sempre que forem detectados recalls de algum material estrutural ou equipamento básico de uma estrutura, é no "as Built" que devemos procurar as referencias de verificação para as devidas providências.
Caso uma obra não tenha um "as built", ele pode ser elaborado a partir de um levantamento métrico detalhado de forma manual ou usando sistemas de escaneamento laser LIDAR para as partes visíveis. e sondagem de ultrassom para tubos incrustados em concreto e paredes.
Cada camada ( elétrica, hidráulica, TI, etc) tem seu "as Built" específico.
Verificar na ABNT as normas mais diretamente ligadas a obras de Geotécnica e Topografia.